# Dreamer
Dreamer (Brasil: Sonhadora / Portugal: Tudo por um Sonho) é um filme de drama, norte-americano inspirado numa história real. Estrelado por Kurt Russell e Dakota Fanning.

## Sinopse
Cale (Dakota Fanning) sonha em ter um cavalo de corrida em sua fazenda novamente. Como a família não tem dinheiro suficiente para comprar um, seu pai, Ben (Kurt Russell), negocia com seu patrão (David Morse) uma égua com a pata quebrada, Sonhadora. Apesar das dificuldades econômicas todos na fazenda acreditam que podem recuperar Sonhadora. A luta por trás desse objetivo não só leva a égua às pistas como recupera os laços familiares, perdidos há tempos, entre Ben e seu pai, Pop (Kris Kristofferson).

## Elenco
| Ator/Atriz         | Personagem     |
| ------------------ | -------------- |
| Kurt Russell       | Ben Crane      |
| Dakota Fanning     | Cale Crane     |
| Kris Kristofferson | Pop Crane      |
| Elisabeth Shue     | Lily Crane     |
| David Morse        | Palmer         |
| Freddy Rodríguez   | Manolin        |
| Luis Guzmán        | Balon          |
| Oded Fehr          | Príncipe Sadir |
| Ken Howard         | Bill Ford      |
| Holmes Osborne     | Doc Fleming    |
| Antonio Albadran   | Príncipe Tariq |
| Kayren Butler      | Professora     |

## Recepção
No site agregador de críticas Rotten Tomatoes, 64% das 117 resenhas dos críticos são positivas.